# Đại hội Thể thao Đông Nam Á 2017
Đại hội Thể thao Đông Nam Á 2017 (tiếng Anh: 2017 Southeast Asian Games, tiếng Mã Lai: Sukan Asia Tenggara 2017), tên chính thức là Đại hội Thể thao Đông Nam Á lần thứ 29 (tiếng Anh: 29th Southeast Asian Games, tiếng Mã Lai: Sukan Asia Tenggara ke-29), hay SEA Games 29 và thường được gọi là Kuala Lumpur 2017 là một sự kiện thể thao đa môn của khu vực Đông Nam Áđược tổ chức từ ngày 19 đến ngày 30 tháng 8 năm 2017 tại Kuala Lumpur, Malaysia, với 404 nội dung trong tổng số 38 môn thể thao. Đây là lần thứ sáu Malaysia đăng cai đại hội và là lần đầu tiên kể từ năm 2001; trước đó là các năm 1965, 1971, 1977, 1989, 2001. Kỳ đại hội năm 2017 đặc biệt nổi bật vì là kỳ SEA Games đầu tiên có sự xuất hiện của các môn thể thao mùa đông.
Các môn thi đấu diễn ra từ ngày 19 đến 30 tháng 8 năm 2017, mặc dù một số môn đã bắt đầu từ ngày 14 tháng 8. Khoảng 4.646 vận động viên tham gia tranh tài tại đại hội, với tổng cộng 404 nội dung thi đấu thuộc 38 môn thể thao. Lễ khai mạc được tổ chức tại Sân vận động Quốc gia Bukit Jalil và do Quốc vương Malaysia, Muhammad V, chủ trì.
Nước chủ nhà Malaysia dẫn đầu bảng tổng sắp huy chương, theo sau là Thái Lan và Việt Nam. Nhiều kỷ lục đại hội và kỷ lục quốc gia đã bị phá vỡ trong kỳ SEA Games này.
Cũng trong cuộc họp của Ban tổ chức SEA Games tại Việt Nam, chỉ vài giờ trước lễ khai mạc SEA Games 2021, Malaysia đã được công bố là quốc gia đăng cai SEA Games 2027 – tức kỳ SEA Games lần thứ 34. Đây sẽ là lần thứ bảy Malaysia đăng cai SEA Games, sau các lần tổ chức vào các năm 1965, 1971, 1977, 1989, 2001 và 2017.

## Tổ chức

### Thành phố chủ nhà
Theo truyền thống SEA Games, quyền chủ nhà được luân chuyển giữa các nước thành viên của SEAGF. Mỗi quốc gia được trao một năm làm chủ nhà nhưng có thể chọn đăng cai hoặc không đăng cai.
Vào tháng 7 năm 2012, hội nghị SEAGF ở Myanmar xác nhận rằng Malaysia sẽ tổ chức vào năm 2017, nếu không có quốc gia nào khác sẵn sàng làm chủ nhà. Tổng thư ký Ủy ban Olympic Malaysia (OCM) Sieh Kok Chi, người tham dự cuộc họp, nói rằng Myanmar đã tổ chức vào năm 2013, tiếp theo là Singapore vào năm 2015. Sau đó phải đến lượt Brunei nhưng quốc gia này muốn đăng cai đại hội vào năm 2019 thay vì  2017. Malaysia sẵn sàng làm chủ nhà cho đại hội năm 2017.

### Phát triển và chuẩn bị
Ban tổ chức SEA Games Malaysia (MASOC) được thành lập vào năm 2015 để giám sát việc tổ chức sự kiện.

### Địa điểm

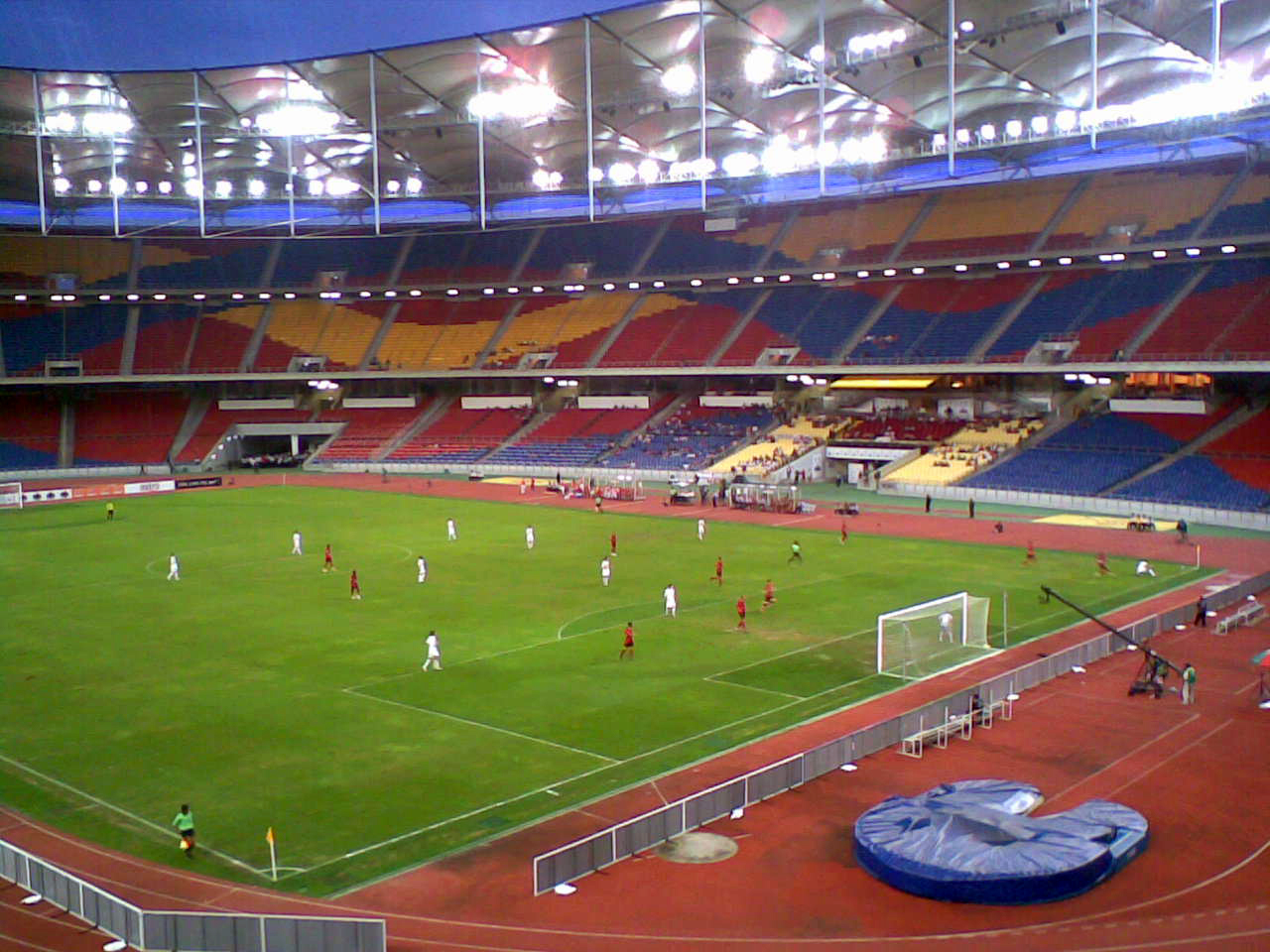
Sân vận động Quốc gia Bukit Jalil, địa điểm chính của Đại hội Thể thao Đông Nam Á 2017.

SEA Games 29 có 36 địa điểm tổ chức, 19 ở Kuala Lumpur, 10 ở Selangor, 3 ở Putrajaya, 2 ở Negeri Sembilan và 1 ở Terengganu và Kedah.
| Bang            | Địa điểm thi đấu                                   | Môn thi đấu                                                                         |
| Kuala Lumpur    | Khu liên hợp thể thao quốc gia Malaysia            | Khu liên hợp thể thao quốc gia Malaysia                                             |
| Kuala Lumpur    | Trung tâm thể thao dưới nước quốc gia              | Thể thao dưới nước (Bơi lội, Nhảy cầu, Bơi nghệ thuật, Bóng nước)                   |
| Kuala Lumpur    | Sân cỏ Sintetic                                    | Bắn cung                                                                            |
| Kuala Lumpur    | Sân vận động Quốc gia Bukit Jalil                  | Điền kinh, Bóng đá                                                                  |
| Kuala Lumpur    | Sân vận động trong nhà Putra                       | Cầu lông                                                                            |
| Kuala Lumpur    | Sân vận động khúc côn cầu quốc gia Malaysia        | Khúc côn cầu trên cỏ                                                                |
| Kuala Lumpur    | Khu liên hợp thể thao Bukit Kiara                  |                                                                                     |
| Kuala Lumpur    | Trung tâm Lawn Bowls quốc gia                      | Bowling trên cỏ                                                                     |
| Kuala Lumpur    | Sân vận động Juara                                 | Bóng lưới, Pencak silat                                                             |
| Kuala Lumpur    | Khác                                               |                                                                                     |
| Kuala Lumpur    | Sân vận động MABA                                  | Bóng rổ                                                                             |
| Kuala Lumpur    | Trung tâm bóng quần quốc gia                       | Bóng quần                                                                           |
| Kuala Lumpur    | Trung tâm hội nghị Kuala Lumpur                    | Billiards và snooker, Judo, Karate, Pencak silat, Taekwondo, Wushu                  |
| Kuala Lumpur    | Trung tâm triển lãm và thương mại quốc tế Malaysia | Quyền Anh, Đấu kiếm, Thể dục dụng cụ, Khúc côn cầu trong nhà, Muay, Cử tạ, Bóng bàn |
| Kuala Lumpur    | Sân vận động bóng đá Kuala Lumpur                  | Bóng đá                                                                             |
| Kuala Lumpur    | Đại học Malaya                                     | Bóng đá                                                                             |
| Kuala Lumpur    | Câu lạc bộ Raintree                                | Bóng quần                                                                           |
| Kuala Lumpur    | Công viên giải trí Pudu Ulu, Kuala Lumpur          | Bi sắt                                                                              |
| Kuala Lumpur    | Trung tâm quần vợt quốc gia Jalan Duta             | Quần vợt                                                                            |
| Kuala Lumpur    | Sân vận động cầu lông Cheras                       | Bóng chuyền                                                                         |
| Kuala Lumpur    | Nhà thi đấu Titiwangsa                             | Cầu mây                                                                             |
| Kuala Lumpur    | Nhà thi đấu trên băng Empire City                  | Khúc côn cầu trên băng, Trượt băng                                                  |
| Selangor        | Universiti Teknologi MARA, Shah Alam               | Bóng đá                                                                             |
| Selangor        | Sân vận động Shah Alam                             | Bóng đá                                                                             |
| Selangor        | Sân vận động Selayang                              | Bóng đá                                                                             |
| Selangor        | Kinrara Oval, Puchong                              | Cricket                                                                             |
| Selangor        | Trường đua ngựa 3Q Rawang                          | Cưỡi ngựa (Dressage, Show Jumping)                                                  |
| Selangor        | Câu lạc bộ golf MINES Resort City                  | Golf                                                                                |
| Selangor        | Sân vận động MBPJ                                  | Bóng bầu dục bảy người                                                              |
| Selangor        | Dãy bắn súng quốc gia                              | Bắn súng                                                                            |
| Selangor        | Megalanes, Sunway Pyramid                          | Bowling                                                                             |
| Selangor        | Sân vận động Panasonic Shah Alam                   | Bóng đá trong nhà                                                                   |
| Putrajaya       | Hồ Putrajaya                                       | Ba môn phối hợp, Lướt ván nước, Thể thao dưới nước (Bơi ngoài trời)                 |
| Putrajaya       | Putrajaya                                          | Xe đạp đường trường, Điền kinh (marathon)                                           |
| Putrajaya       | Trường đua ngựa Putrajaya                          | Cưỡi ngựa (Mã thuật)                                                                |
| Negeri Sembilan | Nilai Velodrome and BMX Circuit                    | Xe đạp lòng chảo, BMX                                                               |
| Negeri Sembilan | Quảng trường Nilai                                 | Xe đạp đường trường                                                                 |
| Terengganu      | Công viên đua ngựa quốc tế Terengganu              | Đua ngựa (Endurance)                                                                |
| Kedah           | Trung tâm thuyền buồm quốc gia Langkawi            | Thuyền buồm                                                                         |

## Tiếp thị

### Khẩu hiệu
SEA Games 29 tổ chức trùng thời điểm kỷ niệm 50 năm ngày thành lập Hiệp hội các quốc gia Đông Nam Á (8/8/1967-8/8/2017). Khẩu hiệu của đại hội năm nay là: "Hòa bình - Hội nhập - Thịnh vượng", biểu hiện khát vọng chung của nhân dân các nước Hiệp hội các quốc gia Đông Nam Á.

### Chủ đề
Chủ đề của kỳ đại hội này là "Cùng nhau tỏa sáng" (Rising Together). Nó đã được chọn để làm nổi bật sự thống nhất giữa các quốc gia ở Đông Nam Á cũng như để biểu hiện các môn thể thao Kuala Lumpur cũng như là Đại hội Thể thao Đông Nam Á đầu tiên được tổ chức sau khi thành lập Cộng đồng ASEAN vào năm 2015.

### Biểu tượng
Diều Mặt trăng (tiếng Mã Lai: Wau Bulan), một loại diều truyền thống của Malaysia được chọn làm biểu tượng của SEA Games 29. Chiếc diều có sự kết hợp cách điệu bằng các hình sọc, là màu sắc chọn lọc từ quốc kỳ của các nước Đông Nam Á.

### Linh vật

Rimau là Linh vật chính thức của đại hội

Linh vật SEA Games 29 là hổ Mã Lai (tiếng Mã Lai: Rimau). Thiết kế hình ảnh hổ Rimau được lựa chọn trong 174 tác phẩm dự thi tại cuộc thi biểu tượng SEA Games 29.

### Ca khúc chính thức
SEA Games năm nay có 3 bài hát chính thức, bao gồm một ca khúc chủ đề là "Rising Together". Hai bài còn lại là "Tunjuk Belang" và "So many hands".

### SEA Games xanh, sạch

Áp phích tuyên truyền cho SEA Games xanh và sạch

SEA Games 29 được Ban tổ chức đặt mục tiêu là một đại hội thể thao Xanh. Nhiều quy định và chương trình đã được ban hành nhắm tới việc bảo vệ môi trường và nâng cao ý thức của người tham gia lẫn khán giả. Ý nghĩa về việc tổ chức một kỳ SEA Games xanh, sạch được ban tổ chức nhấn mạnh đến mức dành hẳn một ủy ban có tên "Sáng kiến xanh". Công việc của ủy ban này chia làm năm nhiệm vụ: trồng cây, phát triển việc sử dụng phương tiện giao thông công cộng, quản lý việc chống xả rác, tính toán để các nhà thi đấu tiết kiệm năng lượng và lên kế hoạch di chuyển cho người dân. Trong khoảng 20 nhà tài trợ của SEA Games 2017 có đến 3 nhà tài trợ dành riêng cho mục tiêu xanh, sạch này.
Trong chương trình mang tên "Mỗi huy chương, một cây xanh". Trên bục huy chương, mỗi vận động viên sẽ nhận một tấm huy chương, một chú linh vật nhồi bông và một giỏ đất chứa cây con. Tất nhiên những giỏ cây xanh này chỉ mang tính tượng trưng với vận động viên. Họ không thể lấy phần thưởng đặc biệt này về nhà. Thay vào đó, họ sẽ để lại chúng ở một số nơi tại Malaysia. Các loại cây này bao gồm nhiều loại thực vật hoang dã khác nhau ở Malaysia sẽ trồng từ giữa tháng 10 này và tháng 3 năm sau tại các khu rừng ở Perak, Kelantan và Terengganu. Với những cây dành cho các vận động viên Malaysia đoạt huy chương, chúng sẽ được trồng bao quanh Sân vận động Quốc gia Bukit Jalil và được đặt tên bởi chính các vận động viên giành được huy chương. Tổng cộng có 5.249 giỏ cây con, tương ứng với 5.249 tấm huy chương.
Ngoài ra, ban tổ chức SEA Games 2017 còn khuyến khích việc sử dụng phương tiện giao thông công cộng với hàng ngàn chiếc xe đạp được đặt rải rác khắp nơi. Đó là những chiếc xe đạp miễn phí dành cho tất cả những ai đến với SEA Games từ vận động viên, phóng viên đến khán giả. Cùng với xe đạp còn có tàu điện ngầm, xe buýt - những phương tiện giao thông công cộng được khuyến khích sử dụng tại SEA Games.

## Đại hội

### Lễ khai mạc
Lễ khai mạc đã diễn ra ở sân vận động Bukit Jalil vào ngày 19 tháng 8 năm 2017 vào lúc 20:00 (MST).
Các quốc gia và người cầm cờ
Dưới đây là danh sách các quốc gia diễu hành và người cầm cờ tuyên bố của họ theo thứ tự như cuộc diễu hành. Tên được đưa ra dưới hình thức chính thức chỉ định bởi IOC.
| Thứ tự | Quốc gia    | Người cầm cờ           | Môn thể thao |
| ------ | ----------- | ---------------------- | ------------ |
| 1      | Brunei      | Mohammad Adi Salihin   | Wushu        |
| 2      | Campuchia   | Sok Chan Mean          | Bi sắt       |
| 3      | Indonesia   | I Gede Siman Sudartawa | Bơi lội      |
| 4      | Lào         | Khamvarn Vanlivong     | Bắn cung     |
| 5      | Myanmar     | Aung Myo Swe           | Cầu mây      |
| 6      | Singapore   | Joseph Schooling       | Bơi lội      |
| 7      | Philippines | Kirstie Elaine Alora   | Taekwondo    |
| 8      | Thái Lan    | Pornchai Kaokaew       | Cầu mây      |
| 9      | Đông Timor  | Liliana Da Costa       | Điền kinh    |
| 10     | Việt Nam    | Phạm Thị Kim Huệ       | Bóng chuyền  |
| 11     | Malaysia    | Azizul Hasni Awang     | Xe đạp       |

### Các quốc gia tham dự
Tất cả 11 thành viên của Liên đoàn thể thao Đông Nam Á (SEAGF). Dưới đây là danh sách tất cả các NOC tham gia.
- Brunei (105)
- Campuchia (169)
- Indonesia (534)
- Lào (195)
- Malaysia (844) (chủ nhà)
- Myanmar (405)
- Philippines (497)
- Singapore (569)
- Thái Lan (818)
- Đông Timor (50)
- Việt Nam (460)

### Các môn thi đấu
38 môn thể thao với 404 nội dung thi đấu được đưa vào danh sách do SEAGF phê duyệt vào ngày 14 tháng 7 năm 2016.
| - Thể thao dưới nước - Nhảy cầu (13) - - Bơi lội (40) - - Bơi nghệ thuật (5) - - Bóng nước (2) - Bắn cung (10) - Điền kinh (45) - Cầu lông (7) - Bóng rổ (2) - Bi-a và snooker (7) - Bowling (11) - Quyền Anh (6) - Cricket (3) | - Xe đạp (20) - - BMX (2) - Đường trường (5) - Lòng chảo (13) - Cưỡi ngựa - Đua ngựa (6) - - Mã cầu (1) - Đấu kiếm (6) - Bóng đá - Bóng đá (2) - - Bóng đá trong nhà (2) - Golf (4) - Thể dục dụng cụ (20) - - Nghệ thuật (12) - Nhịp điệu (8) | - Khúc côn cầu - Khúc côn cầu trên cỏ (2) - - Khúc côn cầu trong nhà (2) - Khúc côn cầu trên băng (1) - Trượt băng trên băng - Trượt băng nghệ thuật (2) - - Trượt băng tốc độ cự li ngắn (6) - Judo (6) - Karate (16) - Bowling trên cỏ (8) - Muay Thái (5) - Bóng lưới (1) - Pencak silat (20) - Bi sắt (7) - Bóng bầu dục bảy người (2) | - Thuyền buồm (14) - Cầu mây (12) - - Chinlone (4) - Cầu mây (8) - Bắn súng (14) - Bóng quần (9) - Bóng bàn (7) - Taekwondo (16) - Quần vợt (5) - Ba môn phối hợp (2) - Bóng chuyền (2) - Lướt ván nước (11) - Cử tạ (5) - Wushu (17) |

### Lịch thi đấu
| OC | Lễ khai mạc | ● | Sự kiện thi đấu | 1 | Nội dung huy chương vàng | CC | Lễ bế mạc |

| Tháng 8                      | T2 14 | T3 15 | T4 16 | T5 17 | T6 18 | T7 19 | CN 20 | T2 21 | T3 22 | T4 23 | T5 24 | T6 25 | T7 26 | CN 27 | T2 28 | T3 29 | T4 30 | Nội dung HCV |
| ---------------------------- | ----- | ----- | ----- | ----- | ----- | ----- | ----- | ----- | ----- | ----- | ----- | ----- | ----- | ----- | ----- | ----- | ----- | ------------ |
| Nghi lễ                      |       |       |       |       |       | OC    |       |       |       |       |       |       |       |       |       |       | CC    |              |
| Bắn cung                     |       |       | 2     | 2     | 1     |       | 2     | 2     | 1     |       |       |       |       |       |       |       |       | 10           |
| Điền kinh                    |       |       |       |       |       | 2     |       |       | 8     | 9     | 9     | 9     | 8     |       |       |       |       | 45           |
| Cầu lông                     |       |       |       |       |       |       |       |       | ●     | ●     | 2     |       | ●     | ●     | ●     | 5     |       | 7            |
| Bóng rổ                      |       |       |       |       |       |       | ●     | ●     | ●     | ●     | ●     | ●     | 2     |       |       |       |       | 2            |
| Billiards và snooker         |       |       |       |       |       |       |       |       | ●     | 2     | 1     | 1     | ●     | 3     |       |       |       | 7            |
| Bowling                      |       |       |       |       |       |       | 2     | 2     | 1     | 2     | 2     | 2     |       |       |       |       |       | 11           |
| Quyền Anh                    |       |       |       |       |       |       | ●     | ●     | ●     |       | 6     |       |       |       |       |       |       | 6            |
| Cricket                      |       |       |       | ●     | ●     | ●     | ●     | ●     | ●     | ●     | 1     | ●     | ●     | ●     | 1     | 1     |       | 3            |
| Xe đạp                       |       |       |       |       |       |       |       | 2     | 1     | 1     | 1     |       | 2     | 4     | 4     | 5     |       | 20           |
| Nhảy cầu                     |       |       |       |       |       |       |       |       |       |       |       |       | 3     | 2     | 3     | 3     | 2     | 13           |
| Cưỡi ngựa                    |       |       |       |       |       |       | 2     |       | 1     | ●     | 1     |       | 1     |       | 1     |       |       | 6            |
| Đấu kiếm                     |       |       |       |       |       |       |       | 2     | 2     | 2     |       |       |       |       |       |       |       | 6            |
| Khúc côn cầu trên cỏ         |       |       |       |       |       |       |       | ●     | ●     | ●     | ●     | ●     | ●     | ●     | 1     | 1     |       | 2            |
| Trượt băng nghệ thuật        |       |       |       |       |       |       |       |       |       |       |       |       | ●     | 2     |       |       |       | 2            |
| Bóng đá                      | ●     | ●     | ●     | ●     | ●     |       | ●     | ●     | ●     | ●     | 1     |       | ●     |       |       | 1     |       | 2            |
| Bóng đá trong nhà            |       |       |       |       | ●     |       | ●     |       | ●     |       |       | ●     |       | 2     |       |       |       | 2            |
| Golf                         |       |       |       |       |       |       |       |       | ●     | ●     | 4     | ●     | 4     |       |       |       |       | 4            |
| Thể dục dụng cụ              |       |       |       |       |       |       | 1     | 1     | 5     | 5     |       |       | 1     | 2     | 5     |       |       | 20           |
| Khúc côn cầu trên băng       |       |       |       |       |       |       | ●     | ●     | ●     | ●     | 1     |       |       |       |       |       |       | 1            |
| Khúc côn cầu trong nhà       |       |       |       |       |       |       |       | ●     | ●     | ●     | ●     | 1     | 1     |       |       |       |       | 2            |
| Judo                         |       |       |       |       |       |       |       |       |       |       |       |       | 3     | 3     |       |       |       | 6            |
| Karate                       |       |       |       |       |       |       |       |       | 6     | 6     | 4     |       |       |       |       |       |       | 16           |
| Bowling trên cỏ              |       |       |       |       |       |       |       |       | ●     | ●     | 2     | 2     | 2     | 2     |       |       |       | 8            |
| Muay Thái                    |       |       |       |       |       |       |       |       |       |       |       |       | ●     | ●     | ●     | 5     |       | 5            |
| Bóng lưới                    | ●     | ●     | ●     | ●     | ●     | ●     | 1     |       |       |       |       |       |       |       |       |       |       | 1            |
| Pencak silat                 |       |       |       |       |       |       |       |       |       |       | 1     | 1     | 1     | 1     |       | 16    |       | 20           |
| Bi sắt                       |       |       |       |       |       |       |       | ●     | 2     | ●     | 2     | ●     | 2     | ●     | 1     |       |       | 7            |
| Mã cầu                       |       |       |       |       |       |       |       |       | ●     |       | ●     |       | ●     |       | ●     | 1     |       | 1            |
| Bóng bầu dục bảy người       |       |       |       |       |       | ●     | 2     |       |       |       |       |       |       |       |       |       |       | 2            |
| Thuyền buồm                  |       |       |       |       |       |       |       | ●     | ●     | 3     | ●     | ●     | ●     | 4     | 2     | 5     |       | 14           |
| Cầu mây                      |       |       | 2     | 2     | ●     | 1     | ●     | 1     | 1     | ●     | ●     | 2     | ●     | 2     | ●     | 1     |       | 12           |
| Bắn súng                     |       |       |       |       |       |       |       | 1     | 3     | 2     | 3     | 2     | 3     |       |       |       |       | 14           |
| Trượt băng tốc độ cự ly ngắn |       |       |       |       |       |       |       |       |       |       |       |       |       |       |       | 2     | 4     | 6            |
| Bóng quần                    |       |       |       |       |       |       |       | ●     | ●     | 2     | 3     | ●     | ●     | ●     | 2     | 2     |       | 9            |
| Bơi lội                      |       |       |       |       | 2     |       |       | 6     | 6     | 6     | 7     | 7     | 6     |       |       |       |       | 40           |
| Bơi nghệ thuật               |       |       |       | 2     | 1     |       | 2     |       |       |       |       |       |       |       |       |       |       | 5            |
| Bóng bàn                     |       |       |       |       |       |       | 3     | ●     | 2     |       | ●     | ●     | 2     |       |       |       |       | 7            |
| Taekwondo                    |       |       |       |       |       |       |       |       |       |       |       |       | 5     | 4     | 3     | 4     |       | 16           |
| Quần vợt                     |       |       |       |       |       |       |       | ●     | ●     | ●     | ●     | 2     | 3     |       |       |       |       | 5            |
| Ba môn phối hợp              |       |       |       |       |       |       |       | 2     |       |       |       |       |       |       |       |       |       | 2            |
| Bóng chuyền                  |       |       |       |       |       |       |       | ●     | ●     | ●     | ●     | ●     | ●     | 2     |       |       |       | 2            |
| Bóng nước                    |       | ●     | ●     | ●     | ●     | 1     | 1     |       |       |       |       |       |       |       |       |       |       | 2            |
| Lướt ván nước                |       |       |       |       |       |       |       |       |       |       |       | ●     | 4     | 1     | ●     | 6     |       | 11           |
| Cử tạ                        |       |       |       |       |       |       |       |       |       |       |       |       |       |       | 2     | 2     | 1     | 5            |
| Wushu                        |       |       |       |       |       |       | 5     | 6     | 6     |       |       |       |       |       |       |       |       | 20           |
| Tổng số nội dung HCV         | 0     | 0     | 4     | 6     | 4     | 4     | 21    | 25    | 45    | 40    | 49    | 29    | 51    | 34    | 25    | 60    | 7     | 404          |
| Tổng số tích lũy             | 0     | 0     | 4     | 10    | 14    | 18    | 39    | 64    | 109   | 149   | 198   | 227   | 278   | 312   | 337   | 397   | 404   | 404          |
| Tháng 8                      | T2 14 | T3 15 | T4 16 | T5 17 | T6 18 | T7 19 | CN 20 | T2 21 | T3 22 | T4 23 | T5 24 | T6 25 | T7 26 | CN 27 | T2 28 | T3 29 | T4 30 | Nội dung HCV |

## Bảng huy chương
Kết quả là tổng cộng 1.334 huy chương đã được trao cho các vận động viên, bao gồm 406 huy chương vàng, 402 huy chương bạc và 526 huy chương đồng.
| Hạng                | NOC                 | Vàng | Bạc | Đồng | Tổng số |
| ------------------- | ------------------- | ---- | --- | ---- | ------- |
| 1                   | Malaysia (MAS)      | 145  | 92  | 86   | 323     |
| 2                   | Thái Lan (THA)      | 72   | 86  | 88   | 246     |
| 3                   | Việt Nam (VIE)      | 58   | 50  | 60   | 168     |
| 4                   | Singapore (SGP)     | 57   | 58  | 73   | 188     |
| 5                   | Indonesia (INA)     | 38   | 63  | 90   | 191     |
| 6                   | Philippines (PHI)   | 24   | 33  | 64   | 121     |
| 7                   | Myanmar (MYA)       | 7    | 10  | 20   | 37      |
| 8                   | Campuchia (CAM)     | 3    | 2   | 12   | 17      |
| 9                   | Lào (LAO)           | 2    | 3   | 21   | 26      |
| 10                  | Brunei (BRU)        | 0    | 5   | 9    | 14      |
| 11                  | Đông Timor (TLS)    | 0    | 0   | 3    | 3       |
| Tổng số (11 đơn vị) | Tổng số (11 đơn vị) | 406  | 402 | 526  | 1334    |

## Hãng phát sóng
Có 28 nội dung thể thao được phát sóng trực tiếp. Riêng môn bóng đá nữ do Đài truyền hình Việt Nam (VTV) tự lắp đặt thiết bị thực hiện tường thuật trực tiếp các trận đấu.
Chú giải
  *   Quốc gia chủ nhà (Malaysia)
| Bản quyền phát sóng Đại hội Thể thao Đông Nam Á 2017 ở Đông Nam Á | Bản quyền phát sóng Đại hội Thể thao Đông Nam Á 2017 ở Đông Nam Á | Bản quyền phát sóng Đại hội Thể thao Đông Nam Á 2017 ở Đông Nam Á | Bản quyền phát sóng Đại hội Thể thao Đông Nam Á 2017 ở Đông Nam Á                  | Bản quyền phát sóng Đại hội Thể thao Đông Nam Á 2017 ở Đông Nam Á | Bản quyền phát sóng Đại hội Thể thao Đông Nam Á 2017 ở Đông Nam Á |
| Mã IOC                                                            | Quốc gia                                                          | Mạng phát sóng                                                    | Mạng truyền hình                                                                   | Mạng vô tuyến                                                     | Mạng kỹ thuật số                                                  |
| ----------------------------------------------------------------- | ----------------------------------------------------------------- | ----------------------------------------------------------------- | ---------------------------------------------------------------------------------- | ----------------------------------------------------------------- | ----------------------------------------------------------------- |
| BRU                                                               | Brunei                                                            | Radio Televisyen Brunei Kristal-Astro                             | RTB1 Astro Arena                                                                   | Ai FM Hot FM One FM                                               |                                                                   |
| CAM                                                               | Campuchia                                                         | Radio and Television of Cambodia                                  | Television of Cambodia                                                             | Radio of Cambodia                                                 |                                                                   |
| INA                                                               | Indonesia                                                         | TVRI MNC Media Emtek                                              | TVRI MNCTV SCTV Indosiar O Channel                                                 | Radio Republik Indonesia                                          | Nexmedia, Vidio.com                                               |
| LAO                                                               | Lào                                                               | Laos National Radio and Television                                | Lao National Television                                                            | Lao National Radio                                                |                                                                   |
| MAS                                                               | Malaysia*                                                         | Radio Televisyen Malaysia (RTM) Media Prima Berhad Astro          | TV1 TV2 TV3 TV9 TVi Astro Arena, Astro Arena HD                                    | Ai FM Hot FM KL FM Minnal FM Nasional FM One FM TEA FM Traxx FM   | HyppTV (HyppSports HD) Media Prima Tonton                         |
| MYA                                                               | Myanmar                                                           | Myanmar Radio and Television                                      | Myanmar Television Skynet MRTV-4 MRTV                                              | Myanmar Radio                                                     |                                                                   |
| PHI                                                               | Philippines                                                       | PTV                                                               | Sports5                                                                            |                                                                   |                                                                   |
| SIN                                                               | Singapore                                                         | MediaCorp TV                                                      | MediaCorp TV12 okto (Toggle)                                                       | MediaCorp Radio 938LIVE                                           |                                                                   |
| THA                                                               | Thái Lan                                                          | The Television Pool of Thailand (TPT)                             | BEC-TV Channel 3 Royal Thai Army Channel 5 BBTV Channel 7 Modernine TV NBT channel | MCOT Radio Network, NBT Radio                                     |                                                                   |
| TLS                                                               | Đông Timor                                                        | RTTL                                                              | Televisão Timor Leste                                                              | Radio Timor Leste                                                 |                                                                   |
| VIE                                                               | Việt Nam                                                          | VTV HTV                                                           | VTV2 VTV6 HTV Thể thao                                                             | Đài Tiếng nói Việt Nam                                            | K+, VTVcab                                                        |

## Bị chỉ trích
Trong bản danh sách tạm thời 34 môn thi đấu với 342 bộ huy chương của Đại hội Thể thao Đông Nam Á, nhiều môn thi đấu Olympic như bóng đá nữ, quyền Anh, cử tạ, judo, đấu kiếm, điền kinh, Canoeing... đã bị chủ nhà Malaysia cắt bớt hay bỏ khỏi chương trình thi đấu gây phản ứng gay gắt. Tổng thư ký Hiệp hội điền kinh châu Á (AAA), Maurice Nicholas phản ứng mạnh trên hãng thông tấn Reuters đòi không cấp phép thi đấu điền kinh cho SEA Games 2017. Thái Lan, Indonesia, Philippines, Singapore, Myanmar, Lào, Việt Nam cũng phản ứng sau tuyên bố của Malaysia.